# Foxtrot (album)
Az 1972-es Foxtrot a Genesis negyedik nagylemeze. Az album a brit nagylemezlistán a 12. helyig jutott, Olaszországban viszont a lista élére került. Ezen az albumon hallható az együttes leghosszabb dala, a 23 perces Supper's Ready.
Az album borítója volt az együttes utolsó olyan lemezborítója, melyet Paul Whitehead, az együttes addigi lemezrajzolója tervezett. Peter Gabriel, az együttes énekese az albumot követő turnén gyakran jelent meg rókának beöltözve, az album borítójának mintájára. 
A Foxtrot albumot 1994-ben adták ki CD-n a Virgin Records által, majd 2008-ban a Genesis 1970–1975 kiadvány részeként jelent meg új sztereó, valamint 5.1-es térhatású hangkeveréssel.

## Az album dalai
Minden dalt Tony Banks, Phil Collins, Peter Gabriel, Steve Hackett és Mike Rutherford szerzeményeként tüntettek fel.
1. Watcher of the Skies – 7:23 (dalszöveg: Tony Banks, Mike Rutherford)
2. Time Table – 4:46 (valódi szerző: Tony Banks)
3. Get 'Em Out by Friday – 8:36 (dalszöveg: Peter Gabriel)
4. Can-Utility and the Coastliners – 5:45 (dalszöveg: Steve Hackett)
5. Horizons – 1:41 (instrumentális)
6. Supper's Ready – 23:06 (dalszöveg: Peter Gabriel)

## Közreműködők
- Peter Gabriel – ének, fuvola, nagydob, csörgődob, oboa
- Steve Hackett – elektromos gitár, 6 húros gitár, 12 húros gitár
- Tony Banks – hammond orgona, mellotron, zongora, 12 húros gitár, vokál
- Mike Rutherford – basszusgitár, basszuspedál, cselló, 12 húros gitár, vokál
- Phil Collins – dob, ütőhangszerek, vokál